# Liste der Landschaftsschutzgebiete im Landkreis Erlangen-Höchstadt
Im Landkreis Erlangen-Höchstadt gibt es sieben Landschaftsschutzgebiete.(Stand: November 2018)

## Hinweise zu den Angaben in der Tabelle
- Gebietsname: Amtliche Bezeichnung des Schutzgebietes
- Bild/Commons: Bild und Link zu weiteren Bildern aus dem Schutzgebiet
- LSG-ID: Amtliche Nummer des Schutzgebietes
- WDPA-ID: Link zum Eintrag des Schutzgebietes in der World Database on Protected Areas
- Wikidata: Link zum Wikidata-Eintrag des Schutzgebietes
- Ausweisung: Datum der Ausweisung als Schutzgebiet
- Gemeinde(n): Gemeinden, auf denen sich das Schutzgebiet befindet
- Lage: Geografischer Standort
- Fläche: Gesamtfläche des Schutzgebietes in Hektar
- Flächenanteil: Anteilige Flächen des Schutzgebietes in Landkreisen/Gemeinden, Angabe in % der Gesamtfläche
- Bemerkung: Besonderheiten und Anmerkungen

Bis auf die Spalte Lage sind alle Spalten sortierbar.
| Gebietsname | Bild/Commons   | LSG-ID       | WDPA-ID | Wikidata  | Ausweisung | Gemeinde(n) | Lage     | Fläche ha | Flächenanteil | Bemerkung |
| --- | -------------- | ------------ | ------- | --------- | ---------- | ----------- | -------- | --------- | --- | --------- |
| Schutz von Landschaftsteilen im Gebiet des Landkreises Höchstadt an der Aisch, LSG Großdechsendorfer Weihergebiet              | weitere Bilder | LSG-00222.01 | 395700  | Q59586183 | 1971       |             | Position | 490,75    | Landkreis Erlangen-Höchstadt (100,0 %) |           |
| LSG Bischofsmeilwald, Schutz von Landschaftsteilen im Gebiet des Landkreises Erlangen (LSG im Bereich der Gemeinde Bubenreuth) | weitere Bilder | LSG-00256.01 | 395734  | Q59586153 | 1973       |             | Position | 141,56    | Landkreis Erlangen-Höchstadt (99,9 %) |           |
| LSG Mohrhof |                | LSG-00362.01 | 395871  | Q59586154 | 1984       |             | Position | 485,86    | Landkreis Erlangen-Höchstadt (100 %) |           |
| LSG Mönau | weitere Bilder | LSG-00393.01 | 395901  | Q59586235 | 1986       |             | Position | 204,32    | Landkreis Erlangen-Höchstadt (99,9 %) |           |
| Schutz von Landschaftsräumen im Bereich der Stadt Herzogenaurach                                                               |                | LSG-00399.01 | 395907  | Q59586156 | 1987       |             | Position | 1598,55   | Landkreis Erlangen-Höchstadt (99,9 %) |           |
| LSG innerhalb des Naturparks Steigerwald (ehemals Schutzzone)                                                                  | weitere Bilder | LSG-00569.01 | 396119  | Q59586157 | 1988       |             | Position | 88558,46  | Landkreis Bamberg (20,3 %), Landkreis Erlangen-Höchstadt (3,6 %), Landkreis Neustadt an der Aisch (38,4 %), Landkreis Haßberge (17,0 %), Landkreis Kitzingen (14,0 %), Landkreis Schweinfurt (6,7 %) |           |
| Buckenhof | weitere Bilder | LSG-00589.01 | 396138  | Q59586158 | 2006       |             | Position | 60,07     | Erlangen (1,9 %), Landkreis Erlangen-Höchstadt (98,1 %) |           |